# Chaseiro
Chaseiro fue un grupo musical formada a finales de la década de los años 1970 hasta principios de 1980. Su nombre deriva de un acrónimo de los nombres de pila de sus miembros, como Candra Darusman (voz, teclados), Helmi Indrakesuma (voz), Aswin Sastrowardoyo (voz, guitarra), Edwin Hudioro (flauta), Irwan B. Indrakesuma (voz), Rizali Indrakesuma (voz, bajo) y Omen Norman Sonisontani (voz). Chaseiro se hizo conocer dentro de una competencia organazada por una radioemisora en 1978.

## Discografía

### Álbum
1. Pemuda (1979)
2. Bila (1979)
3. Vol. 3 (1981)
4. Ceria (1982)
5. Persembahan (2001)
6. Retro (2011)

### Single
- Pemuda (1990)